# Царевбивця (фільм)
«Царевбивця» (рос. «Цареубийца») — російський, радянський художній фільм режисера Карена Шахназарова, знятий в 1991 році. Відзнятий у жанрі психологічної драми з елементами містики. Головні ролі виконують Олег Янковський,  який нагороджений за цю акторську роботу національною премією «Ніка», та британець Малкольм Макдавелл.

## Сюжет
Лікар-психіатр Смирнов приїхав з Москви в провінційне місто, щоб замінити йдучого на пенсію головного лікаря місцевої психіатричної клініки Олександра Єгоровича. Один з давніх пацієнтів клініки, колишній кримінальник Тимофеєв, страждає роздвоєнням особистості і в періоди загострення ототожнює себе з вбивцями російських імператорів Олександра II і Миколи II. Новий головний лікар вражений тим, що пацієнт наводить такі подробиці з життя царевбивць, які йому просто не можуть бути відомі. Мало того, у певні дні у Тимофеєва з'являються ті ж тілесні ушкодження, які були у царевбивць, — шрами з синцями на шиї, як у вбивці Олександра II, якому відрізали голову, і ознаки проривної виразки шлунка, як у Юровського, вбивці Миколи II.
Смирнов починає активно займатися незвичайним пацієнтом. Він планує в процесі бесід провести з Тимофеєвим щось на зразок шокової терапії: почати з ним спілкуватися від імені Миколи II, а потім показати йому, що він — просто його лікар, і таким чином переконати Тимофеєва, що він не є тим, ким себе уявляє. Попередник Смирнова намагається відрадити його помічаючи, що «у свідомості людини існують такі речі, яких краще нікому ніколи не торкатися», але новий лікар приступає до здійснення свого задуму.
Спочатку все йде так, як планував Смирнов: Тимофеєв беззастережно вірить, що спілкується з Миколою II. Однак незабаром ситуація виходить з-під контролю лікаря: він мимоволі починає ідентифікувати себе з останнім російським імператором і одного разу навіть виявляє у себе на голові криваву рану, яка безслідно зникає через добу; він не знає, що у Миколи II на тому ж місці був шрам від шабельного удару. Олександр Єгорович, розуміючи, що з колегою відбувається щось недобре, знову намагається відрадити Смирнова від подальшої роботи з Тимофеєвим, але той несподівано каже: «Я хочу зрозуміти, чому саме ця людина мене вбила». Тимофеєв-Юровський також намагається зрозуміти, чому це вбивство випало саме йому.
В наступних бесідах Смирнов і Тимофеєв розповідають один одному про обставини тих днів, діляться думками і переживаннями. Смирнов Микола починає розуміти, що син лахмітника Яків Юровський не був холоднокровним катом, ні «обраним» — він був лише гвинтиком у машині російської революції. Ленін при зустрічі з ним, прекрасно знаючи, що здійснив Юровський («ми з ним це зробили вдвох, я і він»), на подив останнього, ні словом не обмовився про обставини страти, досконалої за його прямою вказівкою («я все чекав… але ні слова, ні навіть натяку, нічого»). Поступово і Юровський усвідомлює, що насправді він — лише щось на кшталт пружинки, яка спрацювала, коли він натискав на курок, направляючи дуло в серце російського імператора. Вмираючи через 20 років в елітній палаті клініки Грановського, Юровський зрозумів, що, незважаючи на вчинений ним історичний злочин, він як був «ніким і нічим», так ним і залишився.
Після чергової бесіди з Тимофеєвим, в якій той нарешті описує подробиці дня страти, Смирнов їде в Єкатеринбург, відвідує місце на якому стояв будинок інженера Іпатьєва — місце останнього ув'язнення і вбивства царської сім'ї, — і вночі помирає в готельному номері.

## У ролях
- Олег Янковський — психіатр Смирнов / Микола II
- Малкольм Макдавелл — пацієнт Тимофеєв / Яків Михайлович Юровський (озвучує Юрій Беляєв)
- Армен Джигарханян — Олександр Єгорович
- Андрій Кривицький — Микола II в дитинстві
- Ольга Антонова — імператриця Олександра Федорівна
- Дарина Майорова — велика княжна Ольга Миколаївна
- Євгенія Крюкова — велика княжна Тетяна Миколаївна
- Олена Теремізова — велика княжна Марія Миколаївна
- Ольга Борисова — велика княжна Анастасія Миколаївна
- Олексій Логунов — царевич Олексій Миколайович
- Юрій Шерстньов — Петро Сергійович Козлов, санітар
- Юрій Беляєв — Олександр II
- Віктор Сеферов — Петро Лазаревич Войков
- Гіві Тохадзе — генерал
- Анастасія Немоляєва — медсестра Юровського
- Антон Табаков — психічно хворий, співає пісню (немає в титрах)

## Знімальна група
- Режисер: Карен Шахназаров
- Автор сценарію: Олександр Бородянський, Карен Шахназаров
- Оператор: Микола Немоляєв
- Композитор: Шуть Владислав
- Художник: Людмила Кусакова
- Продюсери: Ернст (Ерік) Вайсберг, Володимир Досталь

## Нагороди
- Премія за кращу роботу художника по костюмах — Віра Романова; «Ніка»-1991
- Премія за кращу чоловічу роль — Олег Янковський; «Ніка»-1991;
- Головний приз МКФ у Белграді-1991 (Югославія).

## Історія створення
Приблизно за рік до початку зйомок фільму «Царевбивця» Карен Шахназаров та Олександр Бородянський писали сценарій фільму «Палата № 6» за повістю А. П. Чехова для спільного проєкту з італійськими продюсерами. Шахназаров мріяв зняти цей фільм, а Марчелло Мастроянні повинен був грати головну роль — доктора Рагіна. Однак ще в процесі написання сценарію італійські продюсери відмовилися від фінансування цього проєкту, і у Шахназарова залишився багатий матеріал про пацієнтів клінік для душевнохворих, який стався йому у пригоді під час  роботи над «Царевбивцею».
Одного разу Шахназаров прочитав велику статтю про розстріл царської сім'ї. І в нього народилася ідея відтворення цих подій в кінокартині «Царевбивця», але сценарій майбутнього фільму вирішено було писати в двох часових вимірах — 1918 рік і сучасність, щоб з'явилася можливість для імпровізації. Таким чином, Бородянський та Шахназаров «розв'язали собі руки», не бажаючи замикатися на розстрілі. Так з'явився образ лікаря-психіатра Смирнова, який спочатку розігрує Миколу ІІ, а потім «вбачається» в плоді своїх фантазій і перестає розуміти, хто ж він: психіатр або імператор, вбитий Юровським.
За спогадами Шахназарова, спочатку планувалося те, що головні ролі виконуватимуть Янковський і Макдавелл. З Янковським була попередня домовленість, а про Макдавелла Шахназаров навіть не мріяв. Актор погодився зніматися після того, як прочитав сценарій і зустрівся з Шахназаровим на Каннському кінофестивалі. Працюючи над фільмом, Макдавелл кілька місяців прожив у Москві на скромній квартирі. Його гонорар склав два мільйони доларів.
Зйомки проходили в психіатричній лікарні № 16, розташованої в Берлюковській пустелі.
У період зйомок катастрофічно не вистачало грошей, а через зайнятість акторів (особливо Макдавелла) на інших кінопроєктах контрольно-постановочний план переписувався кілька разів. Всі свої попередні фільми Шахназаров знімав за 20-30 днів, а в «Царевбивці» на справжніх зйомках було необхідно відзняти всі чотири пори року, і доводилося надовго зупинятися, розпускати кіногрупу, потім знову її збирати і намагатися «на тій же ноті» відзняти новий матеріал.
Художник картини Людмила Кусакова розповідала, що для зйомок в Єкатеринбурзі довелося відновлювати повністю зруйнований будинок інженера Іпатьєва. Вона намагалася знайти хоч якісь відомості про будинок в міському музеї, розмовляла зі старомешканцями. Випадково виявилося, що в місцевому Жеку збереглися копії планів поверхів будинку, за ним і були побудовані інтер'єри в павільйонах. Одну драбину довелося розгорнути на 90 градусів, тому що вона не вміщалася в павільйоні.
На момент зйомок худради «самоліквідувалися», і ніхто не перекреслював сценарій, не коригував відзнятий матеріал, не змушував при монтажі викидати «в кошик» сцени.
Фільм існує в двох варіантах — російською та англійською (для європейського показу).